# Donald Martin
Pour les articles homonymes, voir Martin.
 (novembre 2015).
Donald Anthony Martin, né le 24 décembre 1940, connu sous le nom Tony Martin, est un mathématicien et philosophe américain qui s'intéresse à la logique mathématique et à la théorie des ensembles. À la fin des années 1960, il est professeur à l'université Rockefeller et depuis le début des années 1970, il est professeur à l'université de Californie à Los Angeles (UCLA), partageant son temps entre les mathématiques et la philosophie.

## Carrière
Martin est connu pour ses travaux en théorie axiomatique des ensembles.

## Prix et distinctions
Depuis 2004, il est membre de l'Académie américaine des arts et des sciences.
En 1994, il est lauréat du Gödel Lecturer. En 1992, il est lauréat des conférences Tarski à Berkeley.
En 1988, il reçoit avec John R. Steel et W. Hugh Woodin le Prix Karp.
En 1978 il est conférencier invité au Congrès international des mathématiciens à Helsinki avec une conférence intitulée Infinite games.
Martin est membre de Harvard Junior. En 2014, il devient membre de l'American Mathematical Society.
Son nombre d'Erdős est 2.